# خوسيه أنطونيو بيكون سيدانو
خوسيه أنطونيو بيكون سيدانو (بالإسبانية: José Picón Sedano)‏ (مواليد 13 مارس 1988 في سانتاندير - إسبانيا) لاعب كرة قدم إسباني يلعب حاليا لصالح نادي الدرجة الأولى ريسينغ سانتاندر الإسباني منذ 2008 في مركز قلب الدفاع .

## روابط خارجية
- خوسيه أنطونيو بيكون سيدانو على موقع قاعدة بيانات كرة القدم.إي يو (الإنجليزية)
- خوسيه أنطونيو بيكون سيدانو على موقع Soccerway.com (الإنجليزية)